# カリフォルニア・ピザ・キッチン

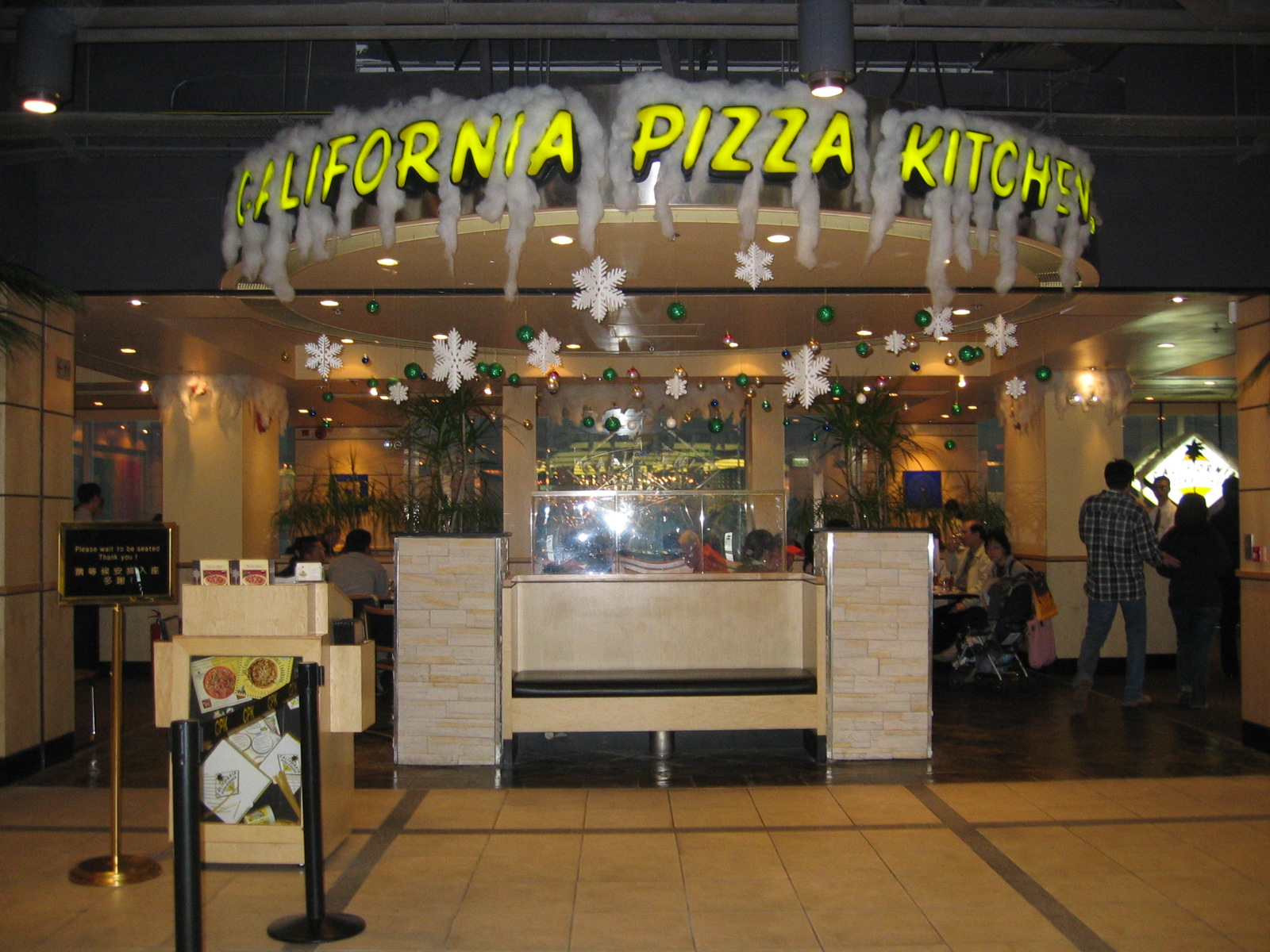
香港海運大廈の店舗

カリフォルニア・ピザ・キッチン（英：California Pizza Kitchen）は、アメリカ合衆国に本社を置くカリフォルニア・ピザを専門とするレストランチェーン店である。日本と米国を含む11ヶ国で250以上の店舗を展開している。1985年にカリフォルニア州ビバリーヒルズで創業された。
日本では神奈川県川崎市のショッピングモール「ラゾーナ川崎」に店舗を置く。

## 歴史
1985年、弁護士のリック・ローゼンフィールドとラリー・フラックスが55万ドルでカリフォルニア州ビバリーヒルズで店舗を借りたことに始まる。有名なBBQチキンピザを含む最初のメニューは、当時ウルフギャング・パックのレストラン・スパーゴのピザシェフであったエド・ラドゥーが開発したものである。レストランはすぐに成功を収め、南カリフォルニア全域に拡大した。1992年までに26店舗を展開していた。